# ペーター・フェヒター
ペーター・フェヒター（Peter Fechter、1944年1月14日 - 1962年8月17日）は、東ドイツ（当時）に住んでいた人物である。彼は「ベルリンの壁」を越えようと試みたが、東ドイツ側の警備兵に銃撃されて死亡した。

## 事件
ベルリンの壁建設の翌年、事件は起こった。フェヒターは当時18歳で、煉瓦職人として働いていた。彼は西側に住んでいた姉妹と一緒に暮らしたいと願い、ベルリンの壁を越える決意を固めた。フェヒターは友人と一緒に、1962年8月17日の14時15分頃、チェックポイント・チャーリー付近の壁をよじ登り始めた。しかし、2人は東ドイツの警備兵に発見され銃撃を受けた。友人は上手く高さ約2メートルの壁を登って、西ベルリン側への脱出を果たすことができた。フェヒターの方は背中に銃弾を受けてしまい、そのうち一発は肺を貫通し、骨盤にも命中した。彼の体は壁の東側にあった「death strip」と呼ばれる無人地帯に落ち、有刺鉄線のフェンスに絡まってしまった。動けなくなった彼は、助けを求めて叫び始めた。この事態に気づいた群衆が東ベルリン側と西ベルリン側の両方から現場付近に集まってきたが、東ベルリン側から来た群衆は警備兵によって退去させられた。
西ベルリン側から集まった群衆は「何とかしてやれ！」と言い、警官は救急セットをフェヒターに投げ与えたが、役に立たなかった。チェックポイント・チャーリーで勤務していた米兵は、フェヒターが境界線を東側に数メートル超えていたために手出しができず、東ドイツの警備兵も西側を刺激する事を恐れて手が出せず、両者は何もできずに彼が弱ってゆくのを見守るしかなかった。フェヒターは約1時間後に出血多量で死亡した。西ベルリン側でこの顛末を見ていた多くの群衆は、「人殺し！」と東ドイツの警備兵を罵った。銃撃後1時間以上経ってから、東ドイツの警備兵はフェヒターの遺体を収容した。

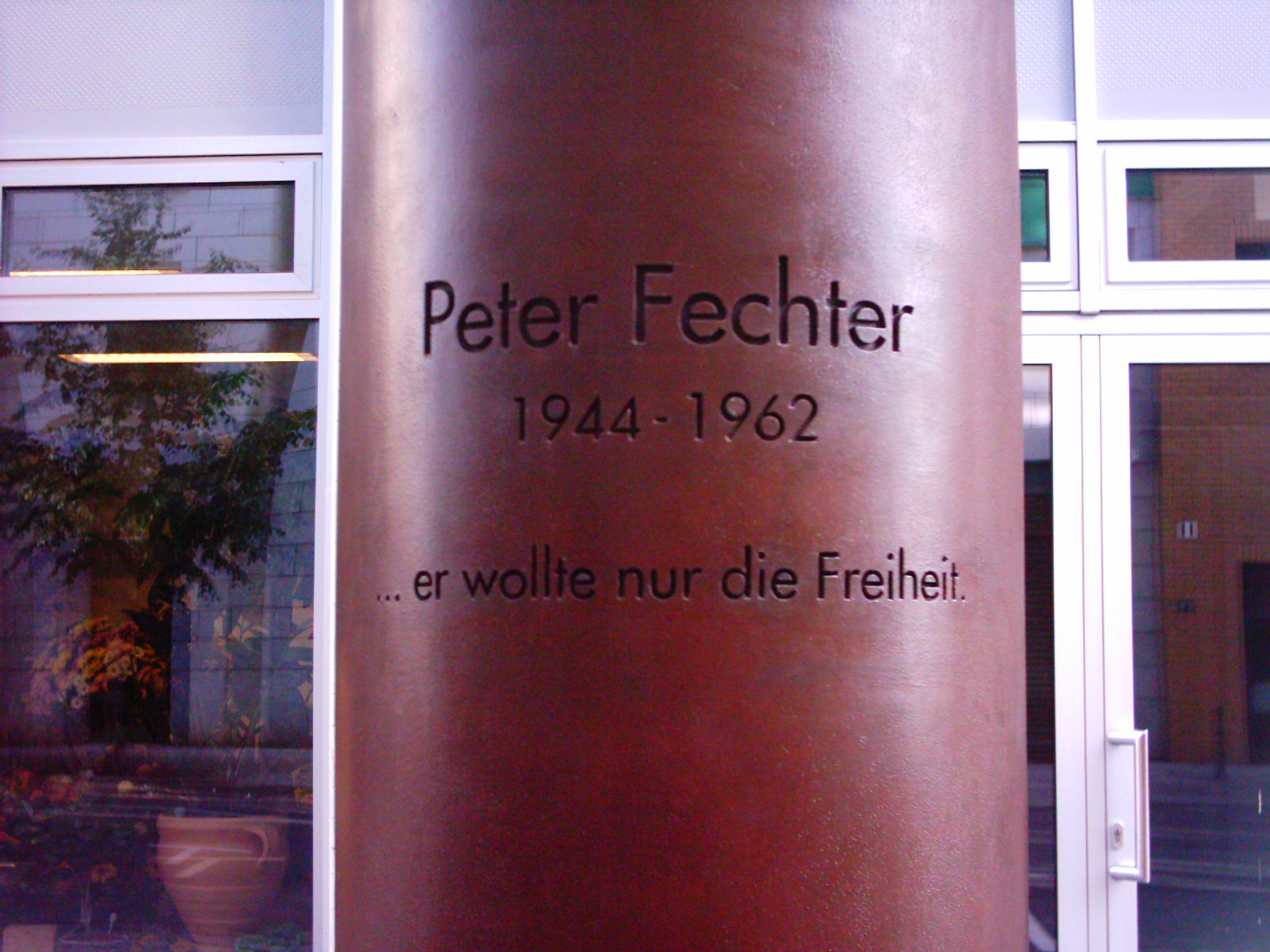
ツィマー通り (Zimmerstraße) にあるペーター・フェヒターの記念碑。ドイツ語で「彼は自由を欲しただけだった」と記されている。

事件の後、西ベルリン側の現場近くに十字架が立てられた。イェール大学の男声コーラス隊「イェール・ロシアン・コーラス」（en:Yale Russian Chorus）は、当時西ベルリン市長を務めていたヴィリー・ブラントの招待を受けて、事件の翌週、モーツァルト作曲の讃美歌『アヴェ・ヴェルム・コルプス』を現場近くで歌った。事件の1年後、ブラントたちによって現場に花輪が捧げられた。
東西ドイツ統一後、この事件のときに東ドイツ側での警備にあたっていた2名の男が殺人罪で訴追された。裁判の結果、1名は20ヶ月の執行猶予、もう1名は21ヶ月の執行猶予のついた有罪判決を受けることになった。両名は裁判で、フェヒターを撃ちはしたが殺そうとまでは思っていなかったと供述した。裁判所は、フェヒターは銃撃を受けた後手当もされないまま死亡したと認定した。3人いた東ドイツ側の警備兵（1名は裁判当時すでに死去していた）のうち、誰が致命傷となる銃撃を与えたのかは不明のままになった。